# Crepidomanes liukiuense
Crepidomanes liukiuense är en hinnbräkenväxtart som först beskrevs av Yoshitaka Yabe, och fick sitt nu gällande namn av Kunio Iwatsuki. Crepidomanes liukiuense ingår i släktet Crepidomanes och familjen Hymenophyllaceae. Inga underarter finns listade.